# Fergusson (île)
Pour les articles homonymes, voir Fergusson.
Fergusson est une île de la province de Baie Milne en Papouasie-Nouvelle-Guinée.

## Géographie

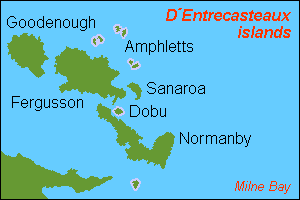
Carte de l'archipel d´Entrecasteaux

Elle se trouve dans les îles d'Entrecasteaux, à l'est de la Nouvelle-Guinée et dans la mer des Salomon. Elle est séparée de Normanby par le détroit de Dawson et de Goodenough par le détroit de Moresby.
L'île a une superficie de 1 437 km2. Son sommet le plus haut est le mont Kilkerran à 2 073 mètres d'altitude.

### Webographie
- Notice dans un dictionnaire ou une encyclopédie généraliste :   - Britannica